# Joan Marí Serra
Joan Marí Serra (Sant Rafel de sa Creu, 1948) és un polític eivissenc, diputat al Parlament de les Illes Balears en la III, IV i V Legislatura.
Va estudiar idiomes i treballà en el sector turístic, alhora que tocava en el grup musical The Drinker's i escrivia articles sobre economia i turisme a la premsa local. Secretari econòmic de la Federació Socialista Pitiüsa, a les eleccions municipals espanyoles de 1987 i 1991 fou escollit regidor de Sant Antoni de Portmany pel PSIB-PSOE.
Fou elegit diputat a les eleccions al Parlament de les Illes Balears de 1991 i 1995 i membre del Consell Insular d'Eivissa i Formentera, on fou portaveu de turisme del grup parlamentari socialista. A les eleccions municipals espanyoles de 1999 i 2003 fou cap de la llista "Pacte Municipal Progressista" a Sant Antoni de Portmany. El 2004 ocupà un càrrec a Paradores Nacionales de Turismo.